# ورزشگاه السماوه
ورزشگاه السماوه (به عربی: ملعب السماوة) ورزشگاهی چندکاربردی در شهر سماوه عراق می‌باشد. امروزه از آن بیشتر برای برپایی مسابقه‌های فوتبال و به عنوان ورزشگاه خانگی باشگاه فوتبال السماوه استفاده می‌شود. این ورزشگاه گنجایش ۱۵۰۰۰ نفر تماشاچی را دارد.